# 第77届奥斯卡金像奖
第77届奥斯卡颁奖典礼是美国电影艺术与科学学院旨在奖励2004年最优秀电影的一场晚会，于太平洋时区2005年2月27日下午17点30分（北美东部时区晚上20点30分）开始在美国加利福尼亚州洛杉矶好莱坞的杜比剧院举行，共计颁发了24个类别的奥斯卡金像奖（也称学院奖）。晚会通过美国广播公司在美国直播，由吉尔·凯茨担任制作人，路易斯··霍维茨执导，喜剧演员克里斯·洛克首度担任主持人。两星期前的2月12日，女演员斯嘉丽·约翰逊在加利福尼亚州帕萨迪纳的丽思卡尔顿亨廷顿酒店及水疗中心主持颁发了奥斯卡科技成果奖。
《神鬼玩家》是这个夜晚获奖最多的电影，赢得5项大奖。《登峰造擊》获得包括最佳影片、导演和女主角在内的4项大奖。其他获奖作品包括胜出2项的《超人总动员》和《灵魂歌王》，以及获奖1项的《小小摄影师的异想世界》、《王牌冤家》、《寻找梦幻岛》、《雷蒙·斯尼奇的不幸历险》、《重大时刻：孩子们的游行》（Mighty Times: The Children's March）、《革命前夕的摩托車日記》、《瑞恩》（Ryan）、《深海长眠》、《杯酒人生》、《蜘蛛侠2》和《黄蜂》（Wasp）。晚会的电视直播平均吸引了超过4200万美国观众收看。

## 获奖和提名
2005年1月25日，美国电影艺术与科学学院主席弗兰克·皮尔森与男演员艾德里安·布洛迪一起在加利福尼亚州比佛利山的塞缪尔·戈尔德温剧院公布第77届奥斯卡金像奖提名名单。《神鬼玩家》以11项提名领跑，《寻找梦幻岛》和《登峰造擊》均以7项提名排在第二位。
获奖名单在2005年2月27日举行的颁奖典礼上公布。克林特·伊斯特伍德以74岁高龄创下导演奖最年长得主的新纪录。马丁·斯科塞斯凭《神鬼玩家》第5次获得导演奖提名，但仍然未能获奖，成为继罗伯特·奥特曼、克拉伦斯·布朗（Clarence Brown）、阿尔弗雷德·希区柯克和金·维多（King Vidor）以来第5位5次提名全部落空的导演:366。男主角奖得主杰米·福克斯成为历史上第10位在同一年中获两项表演类奖项提名的演员，也是第2位达成这一目标的男演员。凯特·布兰切特因在《神鬼玩家》中扮演凯瑟琳·赫本获女配角奖，成为史上首位因出演奥斯卡金像奖得主而获奖的演员:368。《革命前夕的摩托車日記》插曲成为第二首赢得原创歌曲奖、并且其中完全没有英语歌词的歌曲。上一次出现这种情况是在1961年的第33届奥斯卡颁奖典礼上，1960年希腊电影《痴汉艳娃》（Ποτέ Την Κυριακή）插曲获得原创歌曲奖。

### 奖项

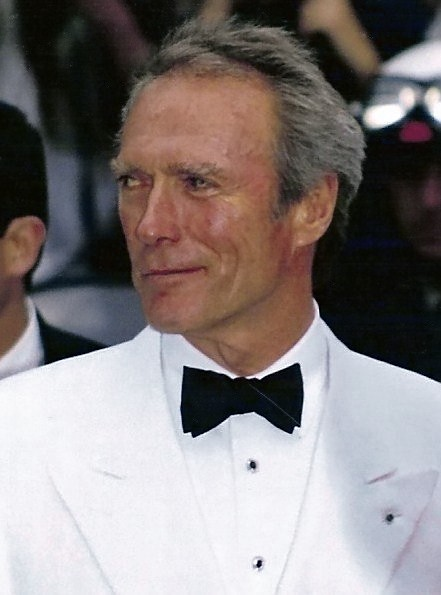
克林特·伊斯特伍德因《登峰造擊》获导演奖

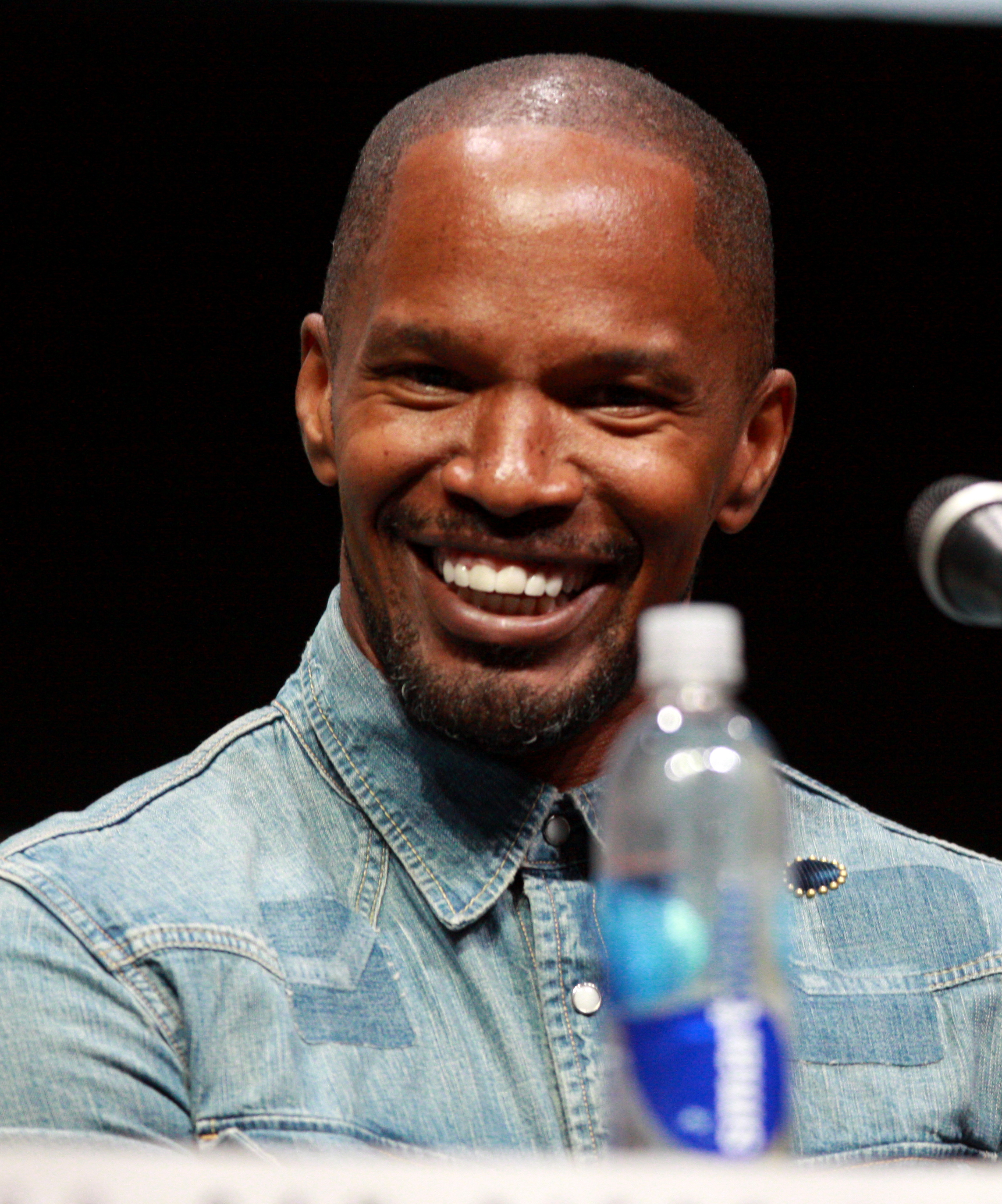
杰米·福克斯因《灵魂歌王》获男主角奖

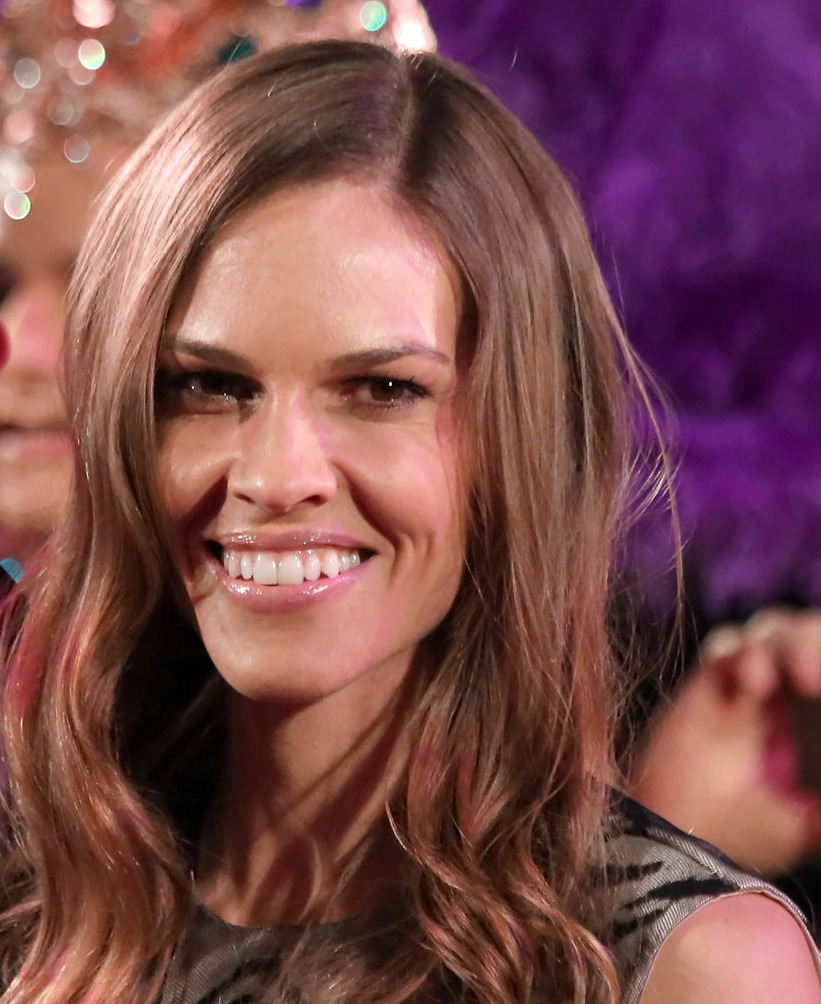
希拉里·斯旺克因《登峰造擊》获女主角奖

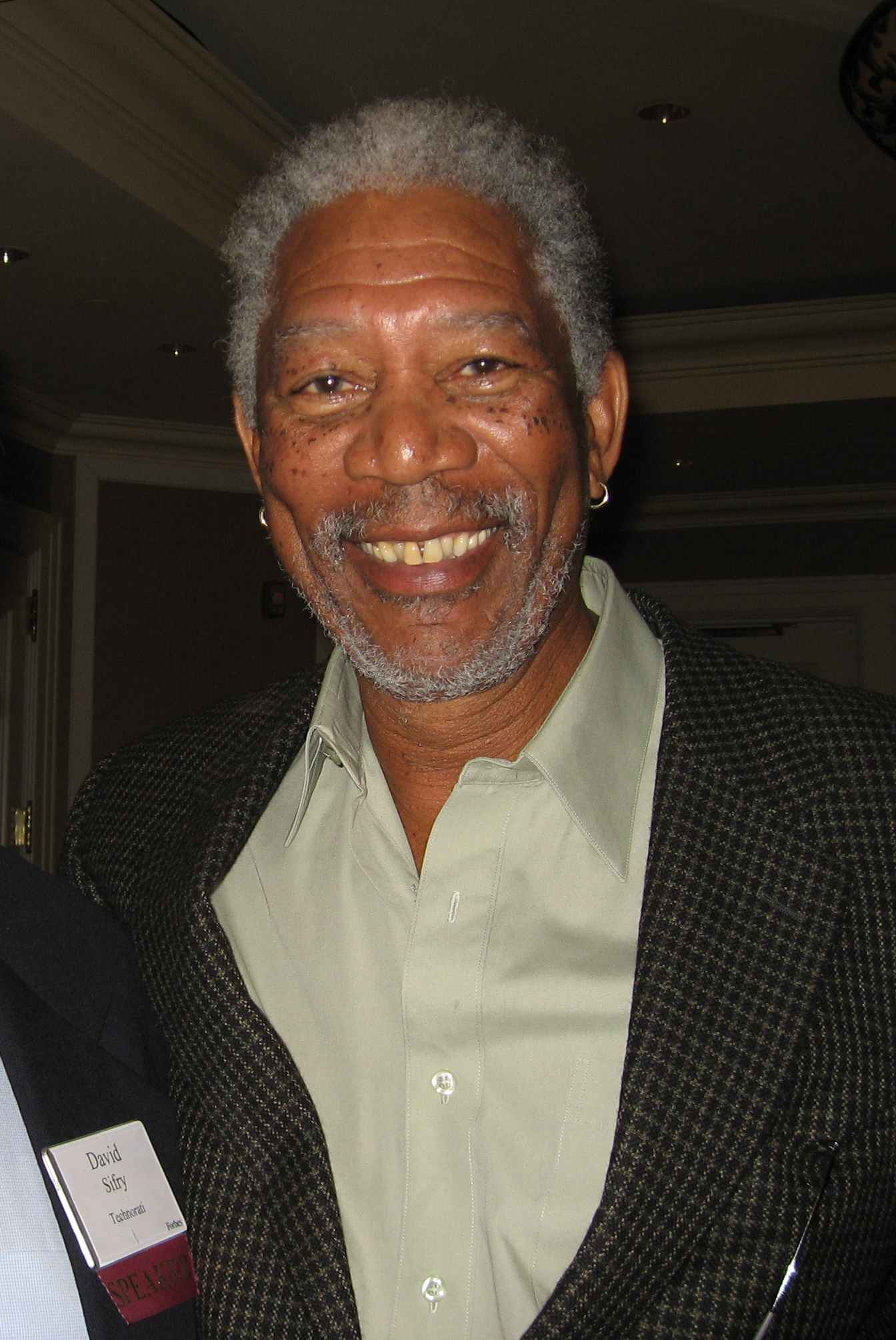
摩根·弗里曼因《登峰造擊》获男配角奖

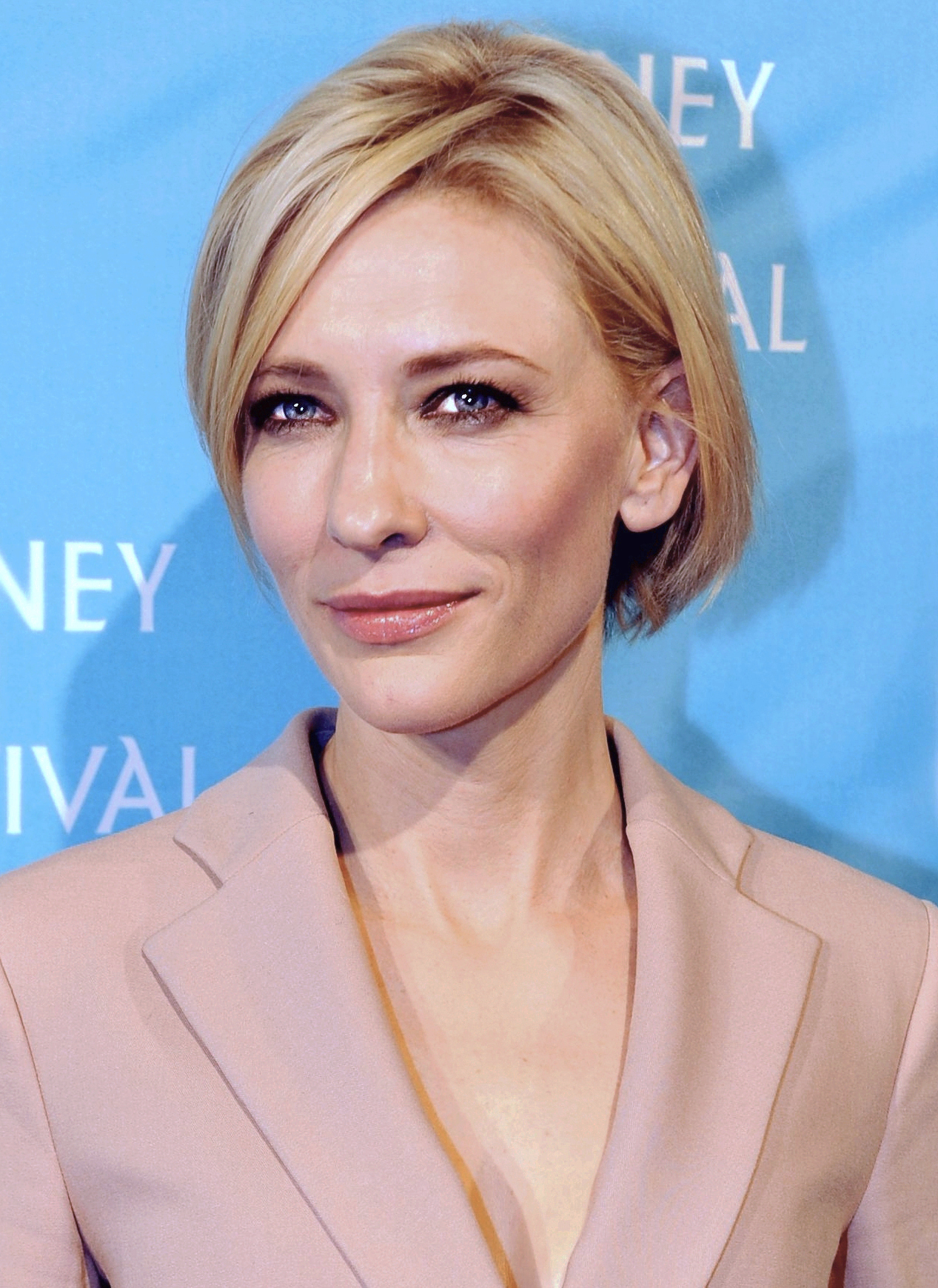
凯特·布兰切特因《神鬼玩家》获女配角奖

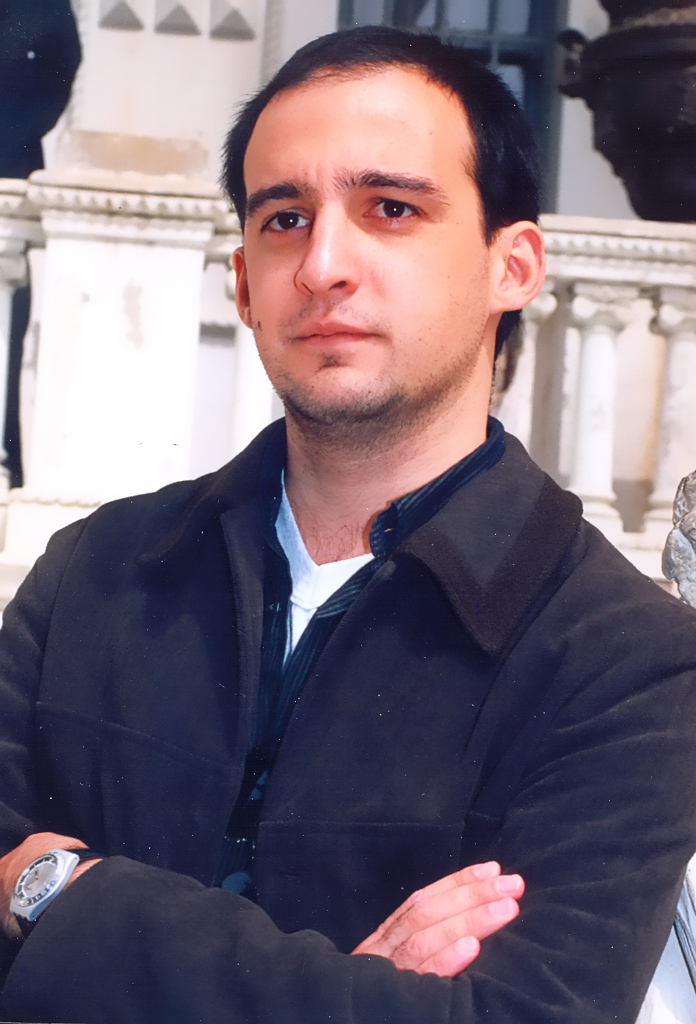
亚历杭德罗·阿梅纳瓦尔因《深海长眠》获外语片奖

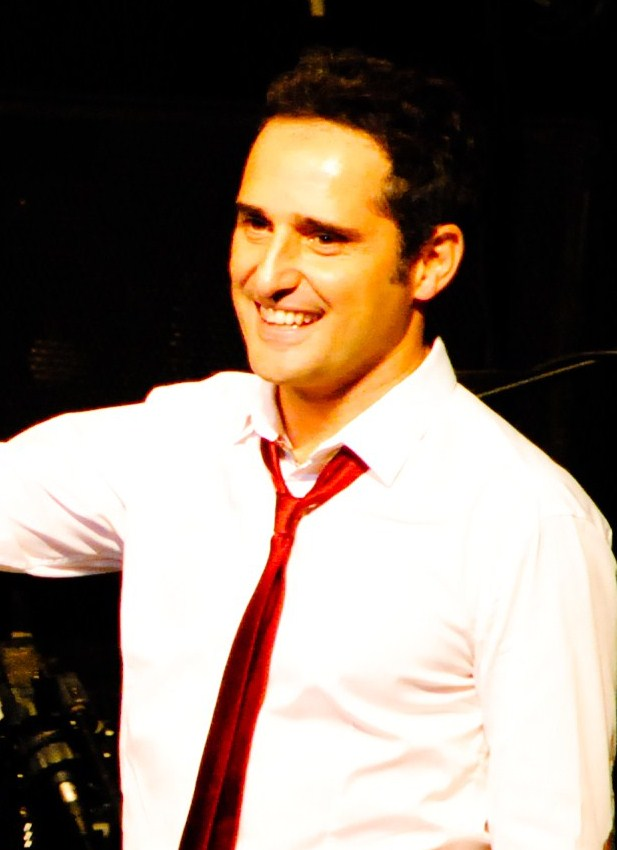
荷西·德克勒因《革命前夕的摩托車日记》插曲《Al otro lado del río》获原创歌曲奖

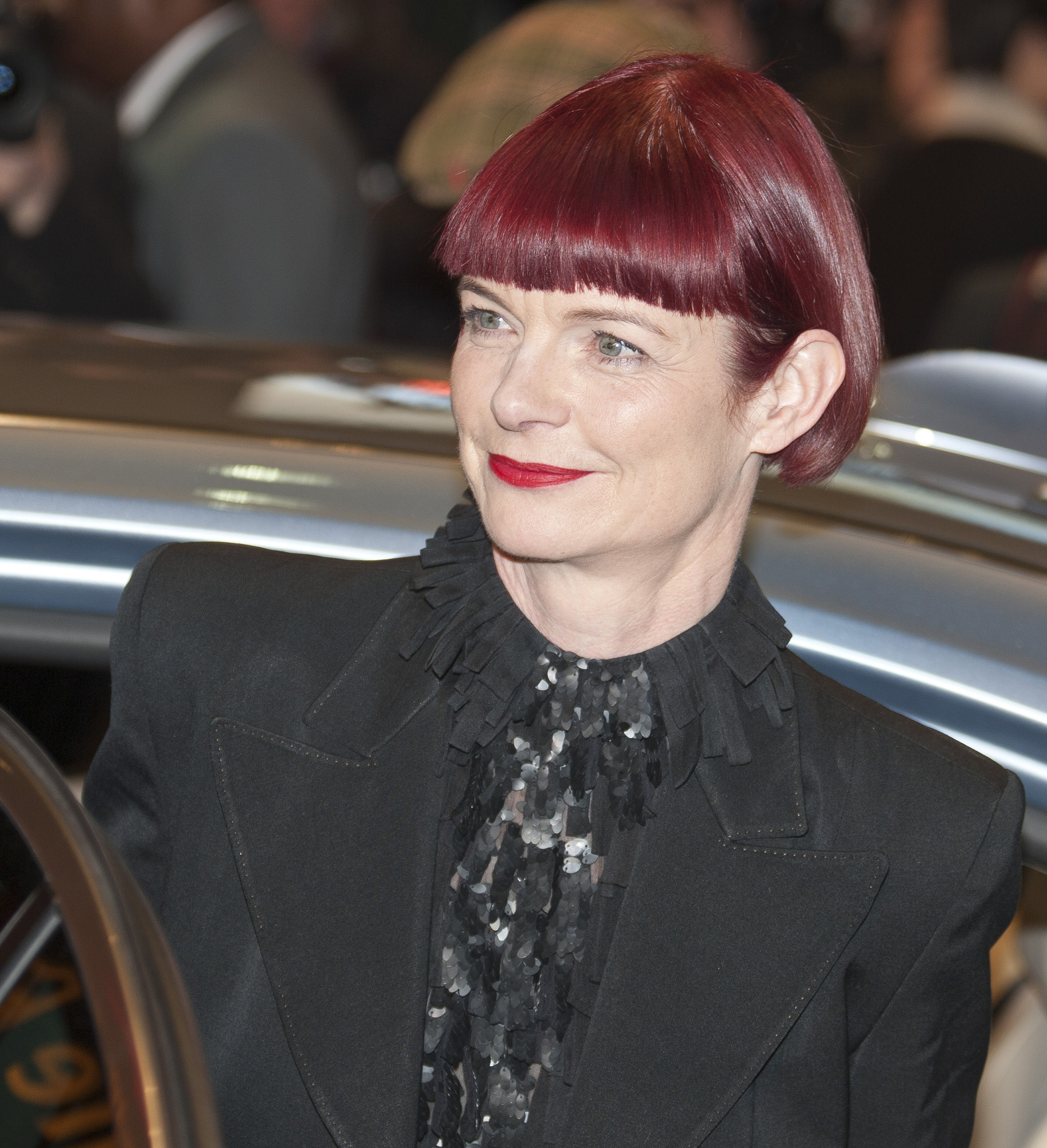
桑迪·鲍威尔因《神鬼玩家》获服装设计奖

获奖作品列在最上方一行，并且右侧会附上‡符号：
| 最佳影片 - 《登峰造擊》——克林特·伊斯特伍德、艾伯特·S·拉迪（Albert S. Ruddy）和汤姆·罗森伯格（Tom Rosenberg）‡ - 《神鬼玩家》——格拉汉姆·金（Graham King）和迈克尔·曼 - 《寻找梦幻岛》——理查德·N·格莱德斯坦（Richard N. Gladstein）和内莉·贝尔弗劳尔（Nellie Bellflower） - 《灵魂歌王》——泰勒·哈克佛、霍华德·鲍尔温（Howard Baldwin）和斯图亚特·本杰明（Stuart Benjamin） - 《杯酒人生》——迈克尔·伦敦（Michael London）                                                                                       | 导演 - 克林特·伊斯特伍德——《登峰造擊》‡ - 泰勒·哈克佛——《灵魂歌王》 - 麦克·李——《维拉·德雷克》 - 阿历山大·佩恩——《杯酒人生》 - 马丁·斯科塞斯——《神鬼玩家》 |
| 男主角 - 傑米·福克斯——《灵魂歌王》‡ - 唐·钱德尔——《卢旺达饭店》 - 约翰尼·德普——《寻找梦幻岛》 - 莱昂纳多·迪卡普里奥——《神鬼玩家》 - 克林特·伊斯特伍德——《登峰造擊》 | 女主角 - 希拉里·斯旺克——《登峰造擊》‡ - 安妮特·贝宁——《成为朱莉娅》（Being Julia） - 卡特琳娜·桑地诺·莫雷诺——《万福玛丽亚》 - 艾美达·斯丹顿——《维拉·德雷克》 - 凯特·温丝莱特——《王牌冤家》 |
| 男配角 - 摩根·弗里曼——《登峰造擊》‡ - 阿伦·阿尔达——《神鬼玩家》 - 托马斯·哈登·丘奇——《杯酒人生》 - 杰米·福克斯——《同行殺機》 - 克里夫·欧文——《誘心人》 | 女配角 - 凯特·布兰切特——《神鬼玩家》‡ - 劳拉·琳妮——《金赛性学教授》 - 维吉妮娅·马德森——《杯酒人生》 - 蘇菲·歐克妮多——《卢旺达饭店》 - 娜塔莉·波特曼——《誘心人》 |
| 原著剧本 - 《王牌冤家》——查理·考夫曼、米歇尔·冈瑞和皮埃尔·比斯毛特（Pierre Bismuth）‡ - 《神鬼玩家》——约翰·洛根（John Logan） - 《卢旺达饭店》——特瑞·乔治（Terry George）和凯尔·皮尔森（Keir Pearson） - 《超人总动员》——布拉德·伯德 - 《维拉·德雷克》——麦克·李 | 原著改编 - 《杯酒人生》——阿历山大·佩恩和吉姆·泰勒（Jim Taylor）改编自雷克斯·皮克特（Rex Pickett）的同名小说 - 《日落巴黎》——伊森·霍克、理查德·林克莱特、茱莉·蝶兒和金·克里桑（Kim Krizan）根据电影《情留半天》中的人物情节改编 - 《寻找梦幻岛》——大卫·麦基（David Magee）根据艾伦·尼（Allan Knee）创作的《那个人就是彼得·潘》（The Man Who Was Peter Pan）改编 - 《登峰造擊》——保罗·哈吉斯根据··图尔（F.X. Toole）的短篇小说《燃烧的绳索：拳击角落的故事》（Rope Burns: Stories from the Corner）改编 - 《革命前夕的摩托車日记》——约瑟·里韦拉（José Rivera）根据阿尔贝托·格拉纳多的《拉美随车行》（Con el Che por America Latina）和切·格瓦拉的小说《摩托日记》改编 |
| 动画长片 - 《超人总动员》——布拉德·伯德‡ - 《鲨鱼黑帮》——比尔·达马斯基（Bill Damaschke） - 《怪物史瑞克2》——安德鲁·亚当森 | 外语片 - 《深海长眠》（ 西班牙，西班牙语、加泰罗尼亚语和加利西亚语）——亚历杭德罗·阿梅纳瓦尔‡ - 《放牛班的春天》（ 法國，法语）——克里斯托夫巴哈提亚（Christophe Barratier） - 《帝国的毁灭》（ 德国，德语）——奥利弗·西斯贝格 - 《永不遗忘的美丽》（Yesterday， 南非，祖鲁语）——达雷尔·鲁特（Darrell Roodt） - 《其实在天堂》（Så som i himmelen， 瑞典，瑞典语）——凯·波拉克（Kay Pollak） |
| 纪录片 - 《小小摄影师的异想世界》——罗斯·考夫曼（Ross Kauffman）和扎娜·布里斯基（Zana Briski）‡ - 《哭泣的骆驼》（The Story of the Weeping Camel）——路易吉·法罗尼（Luigi Falorni）和琵亚芭苏伦·戴娃（Byambasuren Davaa） - 《大号的我》——摩根·斯普尔洛克 - 《风华再现》（Tupac: Resurrection）——劳伦·拉津（Lauren Lazin）和卡罗琳·阿里（Karolyn Ali） - 《信仰的扭曲》（Twist of Faith）——科比·迪克（Kirby Dick）和埃迪·施密特（Eddie Schmidt） | 纪录短片 - 《重大时刻：孩子们的游行》——罗伯特·哈德森（Robert Hudson）和罗伯特·休斯顿（Robert Houston）‡ - 《孤独亦是世界》（Autism is a World）——杰拉汀·维尔茨堡（Gerardine Wurzburg） - 《列宁格勒的孩子》（The Children of Leningradsky）——汉娜·波拉克（Hanna Polak）和安杰·塞林斯基（Andrzej Celinski） - 《哈德伍德》（Hardwood）——休伯特·戴维斯（Hubert Davis）和艾琳·费斯·扬（Erin Faith Young） - 《罗丝修女》（Sister Rose's Passion）——奥伦·雅各比（Oren Jacoby）和史蒂夫·卡拉夫（Steve Kalafer） |
| 短片 | 动画短片 |
| - 《黄蜂》——安德莉亞·阿諾德‡ - 《该国须知》（Everything in This Country Must）——加里·麦肯德莱（Gary McKendry） - 《小恐怖份子》（Little Terrorist）——阿什温·库马（Ashvin Kumar） - 《早晨7点35分》（7:35 in the Morning）——那奇欧·维加隆多（Nacho Vigalondo） - 《两车一夜》（Two Cars, One Night）——塔伊加·維迪提和艾因斯利·加德纳（Ainsley Gardiner） | - 《瑞恩》——克里斯·兰德雷斯（Chris Landreth）‡ - 《祝生日》（Birthday Boy）——世宗·帕克（Sejong Park）和安德鲁·格雷戈里（Andrew Gregory） - 《饥饿的地鼠》（Gopher Broke）——杰夫·福勒（Jeff Fowler）和提姆·米勒 - 《带路狗》（Guard Dog）——比尔·普莱姆顿（Bill Plympton） - 《罗伦佐》（Lorenzo）——迈克·加布里尔（Mike Gabriel）和贝克·布拉德沃斯（Baker Bloodworth） |
| 原创配乐 - 《寻找梦幻岛》——詹恩·凯兹梅利克（Jan A. P. Kaczmarek）‡ - 《陰森林》——詹姆斯·纽顿·霍华 - 《耶稣受难记》——约翰·戴布尼（John Debney） - 《哈利·波特与阿兹卡班的囚徒》——约翰·威廉姆斯 - 《雷蒙·斯尼奇的不幸历险》——托马斯·纽曼 | 原创歌曲 - 《》（《革命前夕的摩托車日记》插曲）——词曲：荷西·德克勒‡ - 《》（《歌剧魅影》插曲）——作曲：安德鲁·劳埃德·韦伯；作词：查尔斯·哈特（Charles Hart） - 《》（《极地特快》插曲）——词曲：格伦·巴拉德（Glen Ballard）和亚伦·史维斯查 - 《》（《放牛班的春天》插曲）——作曲：鲁诺·库莱斯（Bruno Coulais）；作词：克里斯托夫·巴拉蒂（Christophe Barratier） - 《》（《怪物史瑞克2》插曲）——作曲：亚当·杜里兹（Adam Duritz）、查尔斯·吉林厄姆（Charles Gillingham）、吉姆·波吉奥斯（Jim Bogios）、大卫·依默格拉克（David Immergluck）、马特·马利（Matt Malley）和大卫·布赖森（David Bryson）；作词：亚当·杜里兹和丹·维克瑞（Dan Vickrey）           |
| 音效剪辑 - 《超人总动员》——迈克尔·席维斯（Michael Silvers）和兰迪·汤姆‡ - 《蜘蛛侠2》——保罗·奥托森 - 《极地特快》——兰迪·汤姆和丹尼斯·伦纳德（Dennis Leonard） | 音效 - 《灵魂歌王》——史考特·米蘭、格雷格·奥尔洛夫、鲍勃·比默和斯蒂夫·坎塔梅萨‡ - 《超人总动员》——兰迪·汤姆、加里·瑞佐和多克·凯恩 - 《神鬼玩家》——汤姆·弗莱希曼和皮特尔·赫利达尔 - 《蜘蛛侠2》——凯文·奥康奈尔、格雷格·拉塞尔、杰弗里·哈布什和约瑟夫·盖辛格（Joseph Geisinger） - 《极地特快》——兰迪·汤姆、汤姆·约翰逊、丹尼斯·桑兹和威廉·开普兰 |
| 艺术指导 - 《神鬼玩家》——艺术指导：丹提·费瑞提；内部装饰：弗朗西斯卡·罗·夏沃（Francesca Lo Schiavo）‡ - 《漫长的婚约》——艺术指导和内部装饰：艾琳·博内托（Aline Bonetto） - 《歌剧魅影》——艺术指导：安东尼·普拉特（Anthony Pratt）；内部装饰：西莉亚·博巴克（Celia Bobak） - 《寻找梦幻岛》——艺术指导：杰玛·杰克逊（Gemma Jackson）；内部装饰：特丽莎·爱德华兹（Trisha Edwards） - 《雷蒙·斯尼奇的不幸历险》——艺术指导：瑞克·海因里希斯（Rick Heinrichs）；内部装饰：谢丽尔·卡拉西克（Cheryl Carasik） | 摄影 - 《神鬼玩家》——罗伯特·理查森‡ - 《漫长的婚约》——布鲁诺·德尔邦内尔（Bruno Delbonnel） - 《耶稣受难记》——凯莱布·德夏奈尔（Caleb Deschanel） - 《歌剧魅影》——约翰·马西森（John Mathieson） - 《十面埋伏》——赵小丁 |
| 化妆 - 《雷蒙·斯尼奇的不幸历险》——瓦利·奥赖利（Valli O'Reilly）和比尔·科索（Bill Corso）‡ - 《耶稣受难记》——基思·范德兰（Keith Vanderlaan）和克里斯蒂恩·汀斯利（Christien Tinsley） - 《深海长眠》——乔·艾伦（Jo Allen）和马诺洛·加西亚（Manolo García） | 服装设计 - 《神鬼玩家》——桑迪·鲍威尔（Sandy Powell）‡ - 《寻找梦幻岛》——亚历山德拉·拜恩（Alexandra Byrne） - 《特洛伊》——鲍勃·林伍德（Bob Ringwood） - 《雷蒙·斯尼奇的不幸历险》——柯琳·阿特伍德 - 《灵魂歌王》——雪伦·戴维斯（Sharen Davis） |
| 剪辑 - 《神鬼玩家》——塞尔玛·斯昆梅克（Thelma Schoonmaker）‡ - 《借刀杀人》——吉姆·米勒（Jim Miller）和保罗·鲁伯尔（Paul Rubell） - 《登峰造擊》——乔尔·考克斯 - 《寻找梦幻岛》——马特·起斯（Matt Chesse） - 《灵魂歌王》——保罗·赫希 | 视觉效果 - 《蜘蛛侠2》——约翰·戴克斯特拉（John Dykstra）、斯科特·斯多克迪克（Scott Stokdyk）、安东尼·拉莫林纳拉（Anthony LaMolinara）和约翰·弗雷泽‡ - 《我，机器人》——约翰·尼尔森（John Nelson）、安德鲁··琼斯（Andrew R. Jones）、埃里克·纳什（Erik Nash）和乔·莱特瑞（Joe Letteri） - 《哈利·波特与阿兹卡班的囚徒》——罗杰·盖耶特（Roger Guyett）、蒂姆·伯克（Tim Burke）、约翰·理查森（John Richardson）和比尔·乔治（Bill George） |

### 奥斯卡荣誉奖
- 西德尼·吕美特[16]

### 简·赫尔索特人道精神奖
- 罗杰·梅耶（Roger Mayer）[17]

### 获奖和提名大户
| 提名数 | 片名                          |
| ------ | ----------------------------- |
| 11     | 《神鬼玩家》                  |
| 7      | 《寻找梦幻岛》                |
| 7      | 《登峰造擊》                  |
| 6      | 《灵魂歌王》                  |
| 5      | 《杯酒人生》                  |
| 4      | 《超人总动员》                |
| 4      | 《雷蒙·斯尼奇的不幸历险》     |
| 3      | 《卢旺达饭店》                |
| 3      | 《耶穌受難記》                |
| 3      | 《歌剧魅影》                  |
| 3      | 《极地特快》                  |
| 3      | 《蜘蛛侠2》                   |
| 3      | 《维拉·德雷克》               |
| 2      | 《放牛班的春天》              |
| 2      | 《偷心》                      |
| 2      | 《借刀杀人》                  |
| 2      | 《王牌冤家》                  |
| 2      | 《哈利·波特与阿兹卡班的囚徒》 |
| 2      | 《革命前夕的摩托車日记》      |
| 2      | 《深海长眠》                  |
| 2      | 《怪物史瑞克2》               |
| 2      | 《漫长的婚约》                |

| 获奖数 | 片名           |
| ------ | -------------- |
| 5      | 《神鬼玩家》   |
| 4      | 《登峰造擊》   |
| 2      | 《超人总动员》 |
| 2      | 《灵魂歌王》   |

## 颁奖和表演嘉宾
以下人士出场颁发了奖项或表演节目：

### 颁奖嘉宾（按出场顺序排列）
| 姓名                                              | 角色                                  |
| ------------------------------------------------- | ------------------------------------- |
| 兰迪·托马斯                                       | 第77届奥斯卡颁奖典礼报幕员            |
| 哈莉·贝瑞                                         | 颁发艺术指导奖                        |
| 蕾妮·齐薇格                                       | 颁发男配角奖                          |
| 罗宾·威廉姆斯                                     | 颁发动画长片奖                        |
| 凯特·布兰切特                                     | 颁发化妆奖                            |
| 德鲁·巴里摩尔                                     | 介绍原创歌曲奖提名作品《》的现场演出  |
| 斯嘉丽·约翰逊                                     | 引出科技成果奖和戈登·E·索耶奖颁奖片段 |
| 皮尔斯·布鲁斯南 《超人总动员》动画人物埃德娜·莫德 | 颁发服装设计奖                        |
| 蒂姆·罗宾斯                                       | 颁发女配角奖                          |
| 克里斯·洛克                                       | 引出向约翰尼·卡森致敬的片段           |
| 莱昂纳多·迪卡普里奥                               | 颁发纪录片奖                          |
| 奥兰多·布鲁姆 克斯汀·邓斯特                       | 颁发剪辑奖                            |
| 麦克·梅尔斯                                       | 介绍原创歌曲奖提名作品《）的现场演出  |
| 亚当·桑德勒                                       | 颁发原著改编奖                        |
| 杰克·吉伦哈尔 章子怡                              | 颁发视觉效果奖                        |
| 弗兰克·皮尔森                                     | 介绍阿尔·帕西诺上台颁奖               |
| 阿尔·帕西诺                                       | 向西德尼·吕美特颁发荣誉奖             |
| 埃米·罗森                                         | 介绍原创歌曲奖提名作品《》的现场演出  |
| 杰瑞米·艾恩斯                                     | 颁发短片奖                            |
| 劳拉·琳妮                                         | 颁发动画短片奖                        |
| 凯特·温丝莱特                                     | 颁发摄影奖                            |
| 佩内洛普·克鲁兹 萨尔玛·海耶克                     | 颁发音效奖和音效剪辑奖                |
| 萨尔玛·海耶克                                     | 介绍原创歌曲奖提名作品《》的现场演出  |
| 娜塔莉·波特曼                                     | 颁发纪录短片奖                        |
| 约翰·特拉沃尔塔                                   | 颁发原创配乐奖                        |
| 马丁·斯科塞斯                                     | 向罗杰·梅耶颁发简·赫尔索特人道精神奖  |
| 安妮特·贝宁                                       | 引出纪念去世影人环节                  |
| 尚恩·库姆斯                                       | 介绍原创歌曲奖提名作品《》的现场演出  |
| 王子                                              | 颁发原创歌曲奖                        |
| 西恩·潘                                           | 颁发女主角奖                          |
| 格温妮斯·帕特洛                                   | 颁发外语片奖                          |
| 塞缪尔·杰克逊                                     | 颁发原著剧本奖                        |
| 查理兹·塞隆                                       | 颁发男主角奖                          |
| 朱莉娅·罗伯茨                                     | 颁发导演奖                            |
| 达斯汀·霍夫曼 芭芭拉·史翠珊                       | 颁发最佳影片奖                        |

### 表演嘉宾（按出场顺序排列）
| 姓名                            | 角色                | 表演                           |
| ------------------------------- | ------------------- | ------------------------------ |
| 比尔·康堤                       | 音乐编排 管弦乐指挥 |                                |
| 美国少年合唱团 碧昂丝·诺尔斯    | 表演者              | 《放牛班的春天》插曲《 ()》    |
| 数乌鸦乐队                      | 表演者              | 《怪物史瑞克2》插曲《》        |
| 碧昂丝·诺尔斯                   | 表演者              | 《歌剧魅影》插曲《》           |
| 安东尼奥·班德拉斯 卡洛斯·桑塔纳 | 表演者              | 《摩托日记》插曲《》           |
| 马友友                          | 表演者              | 演奏纪念去世影人环节的音乐选段 |
| 乔许·葛洛班 碧昂丝·诺尔斯       | 表演者              | 《极地特快》插曲《》           |

## 典礼资讯

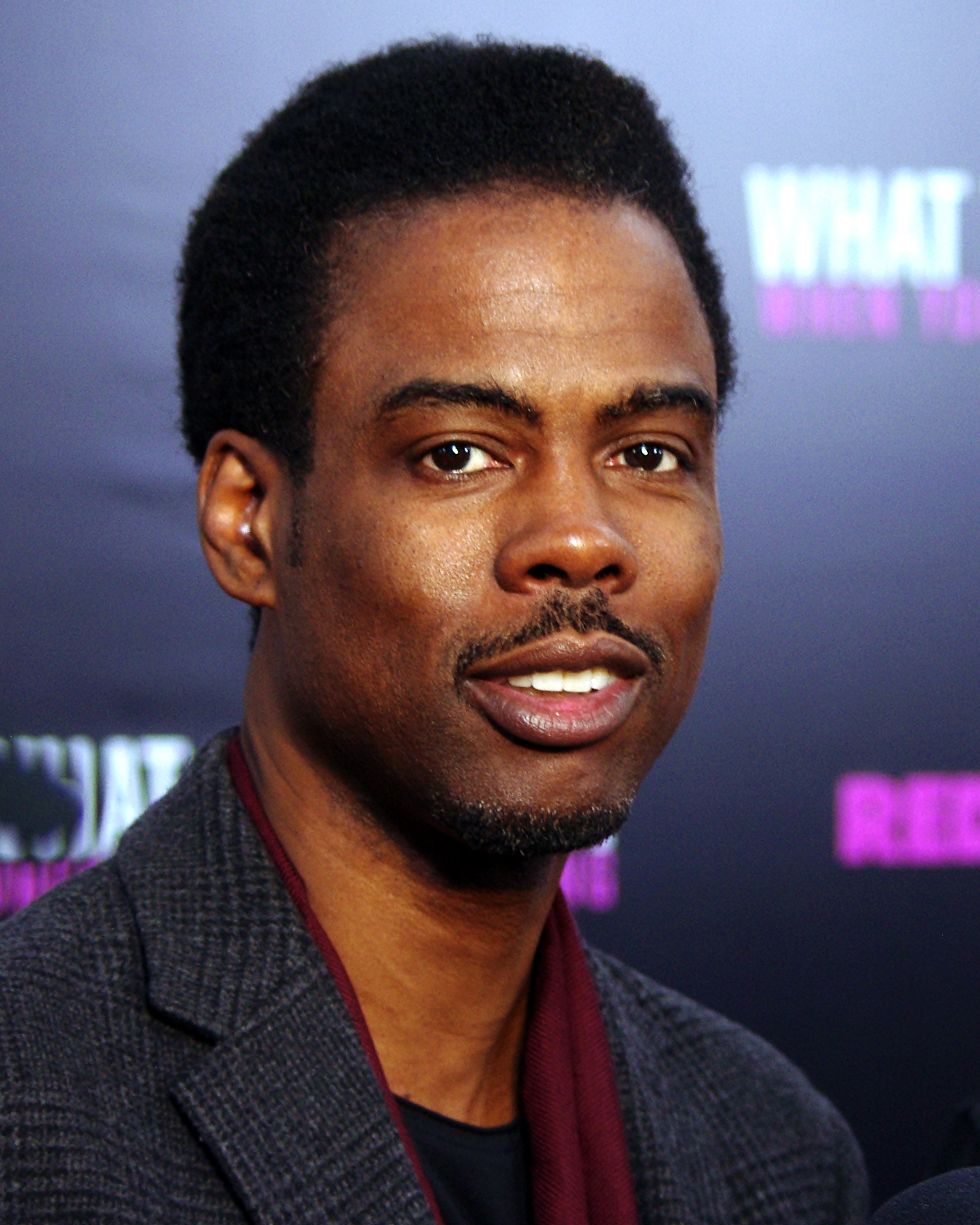
克里斯·洛克担任第77届奥斯卡颁奖典礼的主持人

为了提高晚会直播收视率，延续提名电影的关注度，制片人吉尔·凯茨决定在节目中加入年轻的新面孔，笑匠兼男演员克里斯·洛克因此成为2005年颁奖典礼的主持人。对此凯茨在新闻稿中表示：“我是克里斯·洛克的超级粉丝。他总是能把我逗乐，而且总是有那么些有意思的事情来说。克里斯代表着新生代最优秀的漫画（形象风格）。（能够）由他来主持奥斯卡真是太棒了。我都等不及了。”。这样，洛克就成为历史上首位独立主持这一盛会的非裔美国人。
洛克曾在距颁奖典礼还有近一个月时接受《娱乐周刊》的乔什·沃尔克（Josh Wolk）采访并表示：“拜托，这就是场时装展。没有人是在表演，这不是什么音乐节目。你看到过哪个异性恋黑人爷们儿会坐在那儿看什么奥斯卡？找一个来看看。”。这一说法引起部分反弹，政治博客写手马特·德拉吉之后报道称，有多位美国电影艺术与科学学院会员对洛克的上述言论不满，要求取消他的主持人资格，但报道中没有提及这些成员的名字。为此制作人凯茨发表声明为主持人辩护：“克里斯的说法意在幽默，只是为了表明对于有些人来说——显然这有些人中还包括克里斯自己——奥斯卡颁奖典礼太闷了”。此外，沃尔克还斥责了德拉吉在文章中夸大洛克言论的做法，称主持人的话并没有任何争议性。 男、女同性恋者反诽谤联盟执行主席琼·加里（Joan Garry）也针对这一争议言论发表声明：“克里斯·洛克不是在取笑同性恋——他是在调侃奥斯卡”。洛克在颁奖典礼前的最后一个星期一登上《杰·雷诺今夜秀》（The Tonight Show with Jay Leno）澄清自己的言论。主持人雷诺问起时，洛克回答：“我可没说那样的话，我说的是只有同性恋才看托尼奖颁奖典礼。”不过他又重申：“我还真没见过哪位不在演艺圈混、并且也不是同性恋的爷们儿会去看奥斯卡颁奖典礼。”
颁奖典礼的流程做了多项调整，以期让节目进行更流畅、互动性更强，并缩短晚会的持续时间。盖茨宣布，获部分奖项提名的电影人会在颁奖嘉宾宣读提名前就到达舞台。还有些奖项的颁奖会直接在台下的观众席中进行。此外，艺术指导设计师罗伊·克里斯托弗（Roy Christopher）为颁奖典礼设计了一个融致敬过去和展望未来于一身的舞台，这个舞台包含有26台悬挂在前12排观众上方的高清视频显示器，舞台地板下方还有长达12.19米显示屏。颁奖嘉宾上台颁奖时，这些显示屏上会显示之前奥斯卡颁奖典礼的部分镜头；电视转播插播广告时，这些显示屏又会随机播放一些电影片段。舞台中央还有23座真人大小的奥斯卡小金人像，以不同姿态围绕舞台盘旋。
另外还有多人参与了颁奖典礼的制作。电影配乐师兼音乐家比尔·康堤（Bill Conti）担任晚会音乐总监和管弦乐队指挥。艺术与科学学院图形设计师布雷特·戴维森（Brett Davidson）为晚会设计了官方海报，其主体是奥斯卡小金人上半身的正面像，背后则有4种不同的颜色方块。自由制片人科奇斯（Cochise）和传媒公司“挖掘和媒体岛”制作的预告片在全美各地电影院放映，其中包括过去奥斯卡颁奖典礼的片段，背景则是上文提及海报中的四种颜色方块。预告片中还包含有黑眼豆豆表演的歌曲。。晚会开幕时展现电影发展史的片段旁白由两次获奥斯卡最佳男主角奖的达斯汀·霍夫曼解说。

### 提名电影票房表现
截至1月25日提名公布时，全部5部获最佳影片奖提名的电影在美国票房市场表现都没有达到大片标准，没有任何一部登上2004年度电影票房十强榜单，是继1986年以来首次出现这种情况。同时，全部5部最佳影片奖提名作品在颁奖典礼前所售出的电影票总数量也创下1984年以来的新低。这其中《灵魂歌王》以7307万5825美元位居榜首，之后分别是收入5846万5000美元的《神鬼玩家》、进账3271万2690美元的《寻找梦幻岛》、收入3242万8941美元的《杯酒人生》和进账849万9006美元的《登峰造擊》。提名公布时，平均每部最佳影片提名电影的票房收入为4103万6292美元。
在2004年美国电影票房50强中，有14部电影获得了共计44项提名。其中《怪物史瑞克2》（冠军）、《超人总动员》（第4名）、《鲨鱼黑帮》（第11名）、《借刀杀人》（第22名）、《灵魂歌王》（第37名）和《神鬼玩家》（第49名）获得最佳影片、导演、动画长片或是任意一项演员、编剧类奖项提名。另外8部获提名的电影分别是《蜘蛛侠2》（亚军）、《耶稣受难记》（季军）、《哈利·波特与阿兹卡班的囚徒》（第5名）、《极地特快》（第10名）、《我，机器人》（第12名）、《特洛伊》（第13名）、《雷蒙·斯尼奇的不幸历险》（第18名）和《神秘村》（第20名）。

### 裘德·洛风波
主持人克里斯·洛克在晚会开场后的独白表演桥段开玩笑道：“克林特·伊斯特伍德是个明星，好吧？托比·马奎尔就不过是个穿着紧身衣的男孩子了。”然后他又说道：“你想要的是汤姆·克鲁斯，但事到临头却只摊上裘德·洛？不是吧。你想要罗素·克劳但却只得到柯林·法瑞尔？不是吧。《亚历山大大帝》可不是《角斗士》。”面对这样的调侃，西恩·潘反驳洛克的言论，称赞裘德·洛是他这一代人中“最好的演员”之一。此事过去一年多后，洛在接受《纽约时报》专栏作家克雷格·莫德诺（Craig Modderno）采访时表示对洛克当时的话感到愤怒：“起初我一笑置之，还以为他不认识我。接下来他的话变得针对个人，这让我很生气。我的朋友们都气坏了。很遗憾我那时同时有5部还是6部电影要上映。”

### 罗宾·威廉姆斯献唱环节取消
罗宾·威廉姆斯原计划在颁发动画长片奖时演唱马克·施艾曼（Marc Shaiman）和斯科特·惠特曼（Scott Wittman）创作的幽默歌曲，讽刺有关爱家基金会的争议和我们是一家基金会赞助的音乐影片，影片中有包括海绵宝宝在内的动画角色演唱歌曲（意为《我们是一家》）。威廉姆斯原定演唱的歌曲中有大意如下的歌词：“皮諾丘整了鼻子！睡美人在嗑药！三只小猪不符合犹太人的戒律！贝蒂娃娃在比佛利山上班！”但凯茨和美国广播公司高管认为歌曲内容过于低俗和冒犯，此后施艾曼和惠特曼试图改写歌词，但无法达到理想的效果，因此整首歌曲都被取消。威廉姆斯最终仍按之前的安排颁发动画长片奖，但他还是通过自己的方式表示抗议，走上台时，他步伐缓慢，并且嘴上缠有胶带，直到说话时才拿下来。

### 专业评价
媒体出版物对本届颁奖晚会评价褒贬不一，部分媒体反响较为负面。《今日美国》电视评论员罗伯特·比安科（Robert Bianco）严厉批评洛克的表现：“喧哗、挖苦，令人不屑一顾，他（的表现）不但让人失望，简直就是历史上最糟糕的主持人。”他还认为，同时颁发多个技术类奖项的做法令人尴尬，对提名电影人缺乏足够尊重。《圣地牙哥联合论坛报》（U-T San Diego）专栏作家罗伯特·劳伦斯（Robert. P. Lawrence）评价：“表现中规中矩到令人扼腕，这种无法模仿的好莱坞式相互吹捧整整持续了3小时12分钟。”之后他还表示，虽然洛克的开场前卫且挑衅意味十足，但随着夜色渐深，主持人的幽默和精力都在不断走下坡路。文斯·堀内（Vince Horiuchi）在《盐湖城论坛报》（The Salt Lake Tribune）上批评洛克的表现：“他完全沉浸陷在老掉牙的笑话中不能自拔（没有任何一位获奖者‘类固醇检测呈阳性’），开场独白生硬乏味（甚至都没提到自己之前有关奥斯卡颁奖典礼的那些引起争议的话），喜剧表演令人厌烦（看上去就像凯瑟琳·泽塔-琼斯加上亚当·桑德勒）。”文章中还进一步批评晚会的演员表现“死气沉沉”，制作“笨手笨脚”。
其它媒体出版物的看法更为正面。影评人罗杰·埃伯特认为，“说话速度很快的”洛克给节目带来“精力十足”的开局，他还称赞“克里斯·洛克用开场独白打出了本垒打，这场独角戏一针见血、主旨分明，而且毫不避讳争议，让人喜出望外”。电视评论员弗雷泽·摩尔（Frazier Moore）评价洛克的表现让人“精神为之一振，（他的）主持手法细腻而不失俏皮。”他对晚会的印象甚佳：“总体而言节目表现轻松，但又不致太过匆忙。感觉就像在强调自身重要性的老调长谈中呈现出现代、清新和自由。”。《综艺》杂志的布莱恩·洛瑞（Brian Lowry）对洛克的评价为中等，但对整场晚会表现还是感到满意。

### 收视率
本届颁奖典礼通过美国广播公司在美国直播，其播出时段里平均有4214万观众收看，与前一年相比降低了3%。从尼尔森收视率调查的数据看，节目的表现也不及去年，吸收了25.4%的家庭观众，收视率超过38%。此外，节目在18至49岁年龄段收获的收视率为15.1/34，这意味着当时美国所有该年龄段人群中有15.1%观看了本届奥斯卡颁奖典礼，而当时有看电视的该年龄段观众群则有34%收看本节目。

## 纪念
奥斯卡颁奖典礼上一年一度的“纪念”致敬环节旨在纪念过去一年中逝世的业内人士，本场晚会上的这一环节由女演员安妮特·贝宁引出，大提琴演奏家馬友友在一旁演奏乐曲，纪念了以下人士：
| - 罗纳德·里根 - 彼得·乌斯蒂诺夫 - 卡丽·斯诺德格雷斯 - 老丹尼尔·皮特里（Dan Petrie Sr.） - 大卫·拉克辛 - 菲伊·雷（Fay Wray） - 菲尔·格什（Phil Gersh） - 埃尔默·伯恩斯坦 - 卡罗尔·伊斯特曼（Carole Eastman） - 弗兰克·托马斯（Frank Thomas） - 魯斯·梅耶 - 杰里·奥尔巴赫（Jerry Orbach） - 拉尔夫··温特斯（Ralph E. Winters） - 罗伯特·汤普森（Robert E. Thompson） - 霍华德·基尔（Howard Keel） | - 珍妮特·利 - 克里斯托弗·里夫 - 奥西·戴维斯（Ossie Davis） - 杰里·比克（Jerry Bick） - 梅赛德丝·麦坎布雷奇 - 威廉·萨克海姆（William Sackheim） - 艾德·迪·古里奥（Ed Di Gullio） - 尼尔森·吉丁（Nelson Gidding） - 保罗·温菲尔德 - 菲利普·德·普劳加（Philippe de Broca） - 杰里·戈德史密斯 - 罗德尼·丹杰菲尔德（Rodney Dangerfield） - 弗吉尼亚·梅奥（Virginia Mayo） - 托尼·兰德尔（Tony Randall） - 马龙·白兰度 |

主持人克里斯·洛克和之前曾多次主持颁奖典礼的乌比·戈德堡在晚会上向曾5度主持奥斯卡的约翰尼·卡森致敬，颁扬他对电视和奥斯卡金像奖所做的贡献。之后新任影帝杰米·福克斯又在领奖致辞时简略地赞扬了歌手兼音乐家雷·查尔斯，后者于2004年6月与世长辞。